# 祖父江欣平
祖父江欣平（そふえきんぺい、1922年 - 2009年）は、日本の鉄道模型カスタムビルダーである。

## 人物・来歴
1937年に東京計器産業に勤務して技術を磨いた。
1945年よりカツミの行田市の工場に勤務して数多くの真鍮製の輸出向けの鉄道模型を製造した。製作した製品はマックス・グレイ等のブランドで販売された。その後、1962年に独立して1964年に埼玉県熊谷市に祖父江製作所を構えた。手がけた車両は大半がOゲージの蒸気機関車である。
日本の鉄道模型輸出の全盛期を支え、実物に忠実な精密模型を世に送り出した。それらは当時の邦貨に換算すると一般的なサラリーマンの数ヶ月分の給料に相当し、おいそれと一般人が購入できる物ではなかった。高品質な製品を輸出することにより日本製鉄道模型の評価を高める事に貢献した。1960年代 - 1970年代のアメリカの鉄道模型雑誌には彼の手がけた製品の広告が掲載されていた。その後、ニクソン・ショック、プラザ合意後の円高等、複数の要因により初期に比べて品質の向上した韓国製の鉄道模型が市場を席巻するようになり、日本製の鉄道模型輸出は減少した。
1990年代初頭にはこれまでの集大成ともいえるOゲージのビッグボーイを製作した。